# Discoglossus
Discoglossus Otth, 1837 è un genere di anfibi anuri  della famiglia Alytidae (in passato inquadrata come Discoglossidae), che comprende sette specie diffuse in Europa meridionale, Nord Africa e Medio Oriente.

## Tassonomia
Comprende le seguenti specie
- Discoglossus galganoi Capula, Nascetti, Lanza, Bullini & Crespo, 1985 - discoglosso iberico
- Discoglossus montalentii Lanza, Nascetti, Capula, and Bullini, 1984 - discoglosso corso
- Discoglossus pictus Otth, 1837 - discoglosso dipinto
- Discoglossus sardus Tschudi, 1837 - discoglosso sardo
- Discoglossus scovazzi Camerano, 1878